# دايفيد واتسون
دايفيد واتسون (بالإنجليزية: David Watson)‏ (10 نوفمبر 1973 ببارنسلي في المملكة المتحدة - ) هو لاعب كرة قدم بريطاني في مركز حراسة المرمى. شارك مع منتخب إنجلترا تحت 21 سنة لكرة القدم. أما مع النوادي، فقد لعب مع نادي بارنسلي.

## وصلات خارجية
- دايفيد واتسون على موقع قاعدة بيانات كرة القدم.إي يو (الإنجليزية)
- دايفيد واتسون على موقع Soccerbase.com (لاعب) (الإنجليزية)
- دايفيد واتسون على موقع عالم كرة القدم.نت (الإنجليزية)